# Renzo Burini
Pour les articles homonymes, voir Burini.
Renzo Burini (né le 10 octobre 1927 à Palmanova et mort le 25 octobre 2019) est un joueur et entraîneur de football italien, qui évoluait au poste d'attaquant.

## Biographie
Renzo Burini a joué pendant douze saisons (330 matchs, 123 buts) dans le Championnat d'Italie de football avec le Milan AC et la Società Sportiva Lazio.
International, il joua notamment lors des Jeux olympiques d'été de 1948.